# Hapalodectes
Hapalodectes – rodzaj przypominającego wydrę mezonycha z późnego paleocenu i wczesnego eocenu (55 milionów lat temu). Pozostałości odnaleziono w eoceńskich warstwach w Wyoming, ale rodzaj pochodzi z Mongolii, gdzie najstarszy gatunek, H. dux, został znaleziony w późnopaleoceńskiej formacji Naran Bulak. Zasugerowano pokrewieństwo tego rodzaju z prawaleniami (np. Pakicetus) z powodu podobieństw w anatomii czaszki i zębów.

## Gatunki
- H. anthracinus
- H. hetangensis
- H. dux
- H. leptognathus
- H. serus